# Дубровин, Евгений Иванович
Евгений Иванович Дубровин (род. 17 декабря 1929, Арзамас, Нижегородский край) — советский конструктор вооружений, лауреат Ленинской премии (1978) и Государственной премии СССР (1989).

## Биография
Родился 17 декабря 1929 г. в Арзамасе Горьковской области, там же учился в средней школе № 2. Окончил Ленинградский военно-механический институт (1953, с отличием, факультет «А» реактивного вооружения, специальность — твёрдотопливные ракеты).
В 1953—1957 гг. инженер-конструктор, старший инженер, заместитель начальника отдела СКБ при заводе № 78 им. С.Орджоникидзе в Челябинске. В 1957—1958 гг. — начальник сектора Павлоградского СКБ (Днепропетровская область). С марта по май 1958 г. работал в КБ Софринского полигона (Красноармейск Московской области).
С 1958 по 1994 г. в ГСКБ-47 — ГСКБП — НПО «Базальт» — ГНПП «Базальт»: ведущий инженер по направлению противотанковых гранатомётов, начальник отдела № 17 (1962—1970), одновременно с 1967 зам. главного конструктора направления, зам. начальника ГСКБП — начальник отделения № 3 (1971—1972), зам. начальника ГСКБП по НИОКР — 1-й зам. начальника ГСКБП (1972—1992), зам. ген. директора по НИОКР ГНПП «Базальт» — 1-й зам. ген. директора ГНПП «Базальт» (1992—1994).
С 3 июня 1994 г. на пенсии.
Семья: жена, двое детей.

## Научная деятельность
Конструктор противотанковых гранатометных комплексов для Сухопутных войск: СПГ-9, РПГ-16, РПГ-18, РПГ-22, РПГ-26, РПГ-27 с выстрелами различного назначения, а также выстрелов к РПГ-7.
Автор более 300 научно-технических отчетов и печатных научных статей, 39 изобретений.

## Награды и звания
- Ленинская премия (1978 год) — за работу по вооружению танка Т-64А — противотанковому ракетному комплексу «Кобра»;
- Государственная премия СССР (1989 год) — за первый в мире гранатомётный выстрел с тандемной боевой частью — ПГ-7ВР «Резюме»;
- Орден Ленина;
- Орден Трудового Красного Знамени;
- Три медали.